# Elezioni parlamentari in Albania del 1954
Le elezioni parlamentari nella Repubblica Popolare d'Albania del 1954 si tennero il 28 maggio. Il Fronte Democratico era l'unica coalizione presente alle elezioni, e vinse tutti i 134 seggi col 99,86% dei voti. L'affluenza fu del 99,9%.

## Risultati
| Liste              | Voti    | %     | Seggi |
| ------------------ | ------- | ----- | ----- |
| Fronte Democratico | 701.942 | 99,86 | 134   |
| Contrari           | 959     | 0,14  | -     |
| Totale             | 702.901 |       | 134   |